# Classique des Alpes 2004
La Classique des Alpes 2004, quattordicesima edizione della corsa e valida come evento dell'UCI, si svolse il 5 giugno 2004, per un percorso totale di 165 km. Fu vinta dallo spagnolo Óscar Pereiro che giunse al traguardo con il tempo di 4h32'23" alla media di 36,346 km/h.
Al traguardo 35 ciclisti portarono a termine il percorso.

## Ordine d'arrivo (Top 10)
| Pos. | Corridore              | Squadra         | Tempo    |
| ---- | ---------------------- | --------------- | -------- |
| 1    | Óscar Pereiro          | Phonak          | 4h32'23" |
| 2    | Iban Mayo              | Euskaltel       | s.t.     |
| 3    | José Enrique Gutiérrez | Phonak          | s.t.     |
| 4    | Carlos Sastre          | CSC             | s.t.     |
| 5    | Thomas Voeckler        | La Boulangère   | s.t.     |
| 6    | Óscar Sevilla          | Phonak          | s.t.     |
| 7    | Iñigo Landaluze        | Euskaltel       | s.t.     |
| 8    | Aleksandr Bočarov      | Crédit Agricole | s.t.     |
| 9    | Paolo Valoti           | Domina Vacanze  | a 1'07"  |
| 10   | Cyril Dessel           | Phonak          | s.t.     |